# Kulang
Kulang és una muntanya i fortalesa al districte de Nasik a Maharashtra a 16 km al sud-est de l'estació d'Igatpuri, separat de la muntanya i fortalesa d'Alang al districte d'Ahmednagar per la muntanya de Mandagarh. Aquestos forts foren cedides als marathes pels mogols el 1760 junt amb Kavnai i altres fortaleses de Nasik, i van passar als britànics el 1818.